# Palmarès des meilleurs employeurs au Maroc
 (juin 2015).
 (juin 2025).
Motif : Article orphelin depuis 10 ans. Quelle est la notoriété de ce « palmarès » et quel est l'intérêt encyclopédique de ce type de page ? D'ailleurs la page n'est plus suivie : aucune info depuis 2020.
- Archive Wikiwix
- Bing
- Cairn
- DuckDuckGo
- E. Universalis
- Gallica
- Google
- G. Books
- G. News
- G. Scholar
- Persée
- Qwant
- (zh) Baidu
- (ru) Yandex
- (wd) trouver des œuvres sur Wikidata

| 1. | Préciser le motif de la pose du bandeau. | Précisez le motif de la pose du bandeau en utilisant la syntaxe suivante : {{admissibilité à vérifier\|date=juin 2025\|motif=remplacez ce texte par le motif}}                                                  |
| 2. | Informer les utilisateurs concernés.     | Pensez à avertir le créateur de l'article, par exemple, en insérant le code ci-dessous sur sa page de discussion : {{subst:avertissement admissibilité à vérifier\|Palmarès des meilleurs employeurs au Maroc}} |

Le palmarès des meilleurs employeurs au Maroc / Best Places To Work in Morocco est une initiative lancée en 2011 et rendant hommage aux sociétés marocaines offrant le meilleur environnement de travail et vise à reconnaître les entreprises qui savent attirer et retenir les meilleurs collaborateurs. Cette initiative est organisée par l'institut Best Companies Group USA en partenariat avec le cabinet Lycom, sous l'égide du ministère de l'emploi et des affaires sociales au Maroc et la Confédération générale des entreprises du Maroc.

## Fonctionnement
Le classement du palmarès des meilleurs employeurs au Maroc est déterminé sur la base d'une étude menée auprès des entreprises du Maroc (toutes tailles confondues). Pour chaque entreprise participante, un échantillon des collaborateurs est invité à répondre à un questionnaire concernant leur perception des conditions de travail, la culture de l'entreprise, la gestion RH, l'évolution professionnelle, la rémunération et la reconnaissance professionnelle. Cette enquête est complétée par une évaluation de la DRH sur les différentes pratiques RH au sein de l'entreprise. 

## Édition 2011
Voici les résultats pour la première édition du programme des meilleurs employeurs au Maroc dont la remise des prix s'est déroulée à Casablanca :
- Sage
- AstraZeneca
- Jacobs Engineering
- DHL Express Maroc
- HP-CDG IT services Maroc

## Édition 2012
Voici les résultats pour la deuxième édition du programme des meilleurs employeurs au Maroc dont la remise des prix s'est déroulée à Casablanca :
Catégorie (petite et moyenne entreprise)
- DHL Express
- Hyundai
- Promamec

Catégorie (grande entreprise)
- ATM Terminals
- Novec
- HP-CDG IT services Maroc

Les inscriptions pour la troisième édition ont commencé, et la remise des prix aura lieu en Décembre 2013.

## Édition 2013
Voici les résultats pour la troisième édition du Palmarès des meilleurs employeurs au Maroc dont la remise des prix s'est déroulée à Casablanca :
Catégorie (petite et moyenne entreprise)
- Microsoft Maroc
- Coca Cola Export Corp Maroc
- Ericsson Morocco
- Jacobs Engineering SA
- IBM Morocco

Catégorie (Grande Entreprise)
- Menara Holding
- Ciment du Maroc
- HP CDG IT Services Maroc

Les inscriptions pour la quatrième édition ont commencé et la remise la liste des lauréats sera dévoilé en décembre 2014

## Édition 2014
Voici les résultats pour la quatrième édition du Palmarès des meilleurs employeurs au Maroc dont la remise des prix s'est déroulée à Casablanca:le 16 janvier 2015
Catégorie (petite et moyenne entreprise)
- Ericsson Morocco
- EMC Computer Systems Morocco
- DHL Express Morocco
- Pfizer Morocco
- Arval
- Bayer

Catégorie (Grande Entreprise)
- Inwi
- HP CDG IT Services Morocco
- Jacobs Engineering
- Lafarge Morocco
- Wafasalaf
- Bymaro
- Apm Terminal Tangier
- Al Amana Microfinance
- Marwa

## Édition 2015
Voici les résultats du Palmarès des meilleurs employeurs au Maroc dont la remise des prix s'est déroulée le 14 janvier 2016 à Casablanca.
Catégorie (petite et moyenne entreprise)
- DHL Express Maroc
- EMC Maroc
- Ericsson Maroc
- NATC
- MDJS
- ARVAL
- ALLIATIV
- BASF Maroc
- SNECMA Maroc
- MASCIR
- SAFRAN Engineering Services Maroc
- COFICAB

Catégorie (Grande Entreprise)
- Lesieur Cristal
- Total call
- Marwa
- Al Baraka
- Stokvis

## Édition 2016
Voici les résultats du Palmarès des meilleurs employeurs au Maroc dont la remise des prix s'est déroulée le 17 février 2017 à Casablanca :
Catégorie (petite et moyenne entreprise)
- DHL Express Maroc
- MSD MAROC
- ARVAL
- VISIATIV
- SGS MAROC
- NESTLE MAROC
- MASEN
- ALTEN MAROC
- UMANIS Maroc
- ZODIAC AEROSPACE Maroc

Catégorie (Grande Entreprise)
- TELEPERFORMANCE Maroc
- TOTAL CALL
- DELL

## Édition 2017-2018
Voici les résultats du Palmarès des meilleurs employeurs au Maroc dont la remise des prix s'est déroulée le 7 mars 2018 à Casablanca :
Catégorie (petite et moyenne entreprise)
- VIVO ENERGY
- HPS
- PROMAMEC
- HILTI Maroc
- ARVAL
- MASEN
- CHAABI LLD
- ROCHE
- NOMAC

Catégorie (Grande Entreprise)
- RESOLUTION CALL
- TELEPERFORMANCE Maroc
- WEBHELP
- COMDATA GROUP
- NESTLE

## Édition 2019
Voici les résultats du Palmarès des meilleurs employeurs au Maroc 2019
Top 1 : Catégorie (petite et moyenne entreprise)
- Hilti

Top 1 : Catégorie (Grande Entreprise)
- Faurecia

## Édition 2020
Voici les résultats du Palmarès des meilleurs employeurs au Maroc 2020
Top 1 : Catégorie (petite et moyenne entreprise)
- BSH

Top 1 : Catégorie (Grande Entreprise)
- Comdata Group